# Okręg wyborczy Caithness and Sutherland
Okręg wyborczy Caithness and Sutherland – powstał w 1918 r. i wysyłał do brytyjskiej Izby Gmin jednego deputowanego. Okręg obejmował hrabstwa Caithness i Sutherland w północnej Szkocji. Został zlikwidowany w 1997 r.

## Deputowani do brytyjskiej Izby Gmin z okręgu Caithness and Sutherland
- 1918–1922: Robert Leicester Harmsworth, Partia Liberalna
- 1922–1945: Archibald Sinclair, Partia Liberalna
- 1945–1950: Eric Gandar Dower, Partia Konserwatywna
- 1950–1964: David Robertson, Partia Konserwatywna, od 1959 r. niezależny
- 1964–1966: George Mackie, Partia Liberalna
- 1966–1997: Robert Maclennan, Partia Pracy, od 1981 r. Partia Socjaldemokratyczna, od 1988 r. Liberalni Demokraci